# Rignac (Aveyron)
Pour les articles homonymes, voir Rignac.
Rignac (en occitan et ancienne graphie : Rinhac) est une commune française, située dans le département de l'Aveyron en région Occitanie.

## Géographie

### Communes limitrophes
Les communes limitrophes sont  Anglars-Saint-Félix, Belcastel, Bournazel, Colombiès, Goutrens, Prévinquières et Roussennac.

### Hydrographie

#### Réseau hydrographique

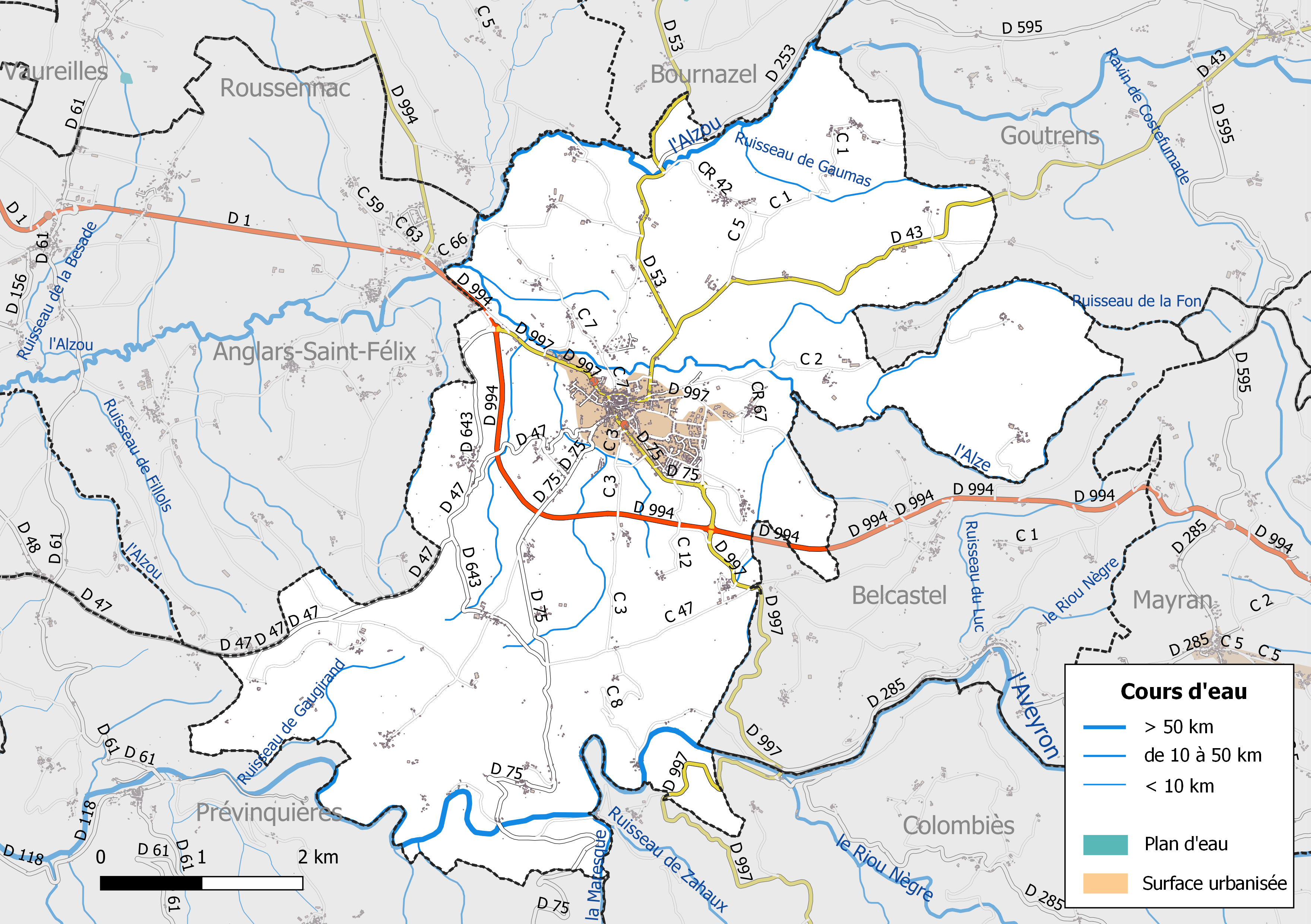
Réseaux hydrographique et routier de Rignac.

La commune est drainée par l'Aveyron, l'Alzou, l'Alze et le ruisseau de Gaugirand, le ruisseau de Gaumas, le ruisseau de la Fon, le ruisseau de Longuetire, le ruisseau de Rougidon et par divers petits cours d'eau.
L'Aveyron, d'une longueur totale de 290,6 km, prend sa source dans la commune de Sévérac d'Aveyron et se jette  dans le Tarn à Barry-d'Islemade, après avoir arrosé 60 communes.
L'Alzou, d'une longueur totale de 43,9 km, prend sa source dans la commune de Goutrens et se jette  dans l'Aveyron à Villefranche-de-Rouergue, après avoir arrosé 11 communes.

#### Gestion des cours d'eau
La gestion des cours d’eau situés dans le bassin de l’Aveyron est assurée par l’établissement public d'aménagement et de gestion des eaux (EPAGE) Aveyron amont, créé le 1er janvier 2017, en remplacement du syndicat mixte du bassin versant Aveyron amont,,.

### Climat
Pour des articles plus généraux, voir Climat de l'Occitanie et Climat de l'Aveyron.
En 2010, le climat de la commune est de type climat océanique altéré, selon une étude s'appuyant sur une série de données couvrant la période 1971-2000. En 2020, Météo-France publie une typologie des climats de la France métropolitaine dans laquelle la commune est dans une zone de transition entre le climat océanique altéré et le climat de montagne et est dans la région climatique Sud-est du Massif Central, caractérisée par une pluviométrie annuelle de 1 000 à 1 500 mm, minimale en été, maximale en automne.
Pour la période 1971-2000, la température annuelle moyenne est de 11,2 °C, avec une amplitude thermique annuelle de 15,6 °C. Le cumul annuel moyen de précipitations est de 1 045 mm, avec 11,2 jours de précipitations en janvier et 7 jours en juillet. Pour la période 1991-2020, la température moyenne annuelle observée sur la station météorologique la plus proche, située sur la commune de Colombiès à 8 km à vol d'oiseau, est de 11,5 °C et le cumul annuel moyen de précipitations est de 989,2 mm,. Pour l'avenir, les paramètres climatiques de la commune estimés pour 2050 selon différents scénarios d'émission de gaz à effet de serre sont consultables sur un site dédié publié par Météo-France en novembre 2022.

### Milieux naturels et biodiversité

#### Sites Natura 2000

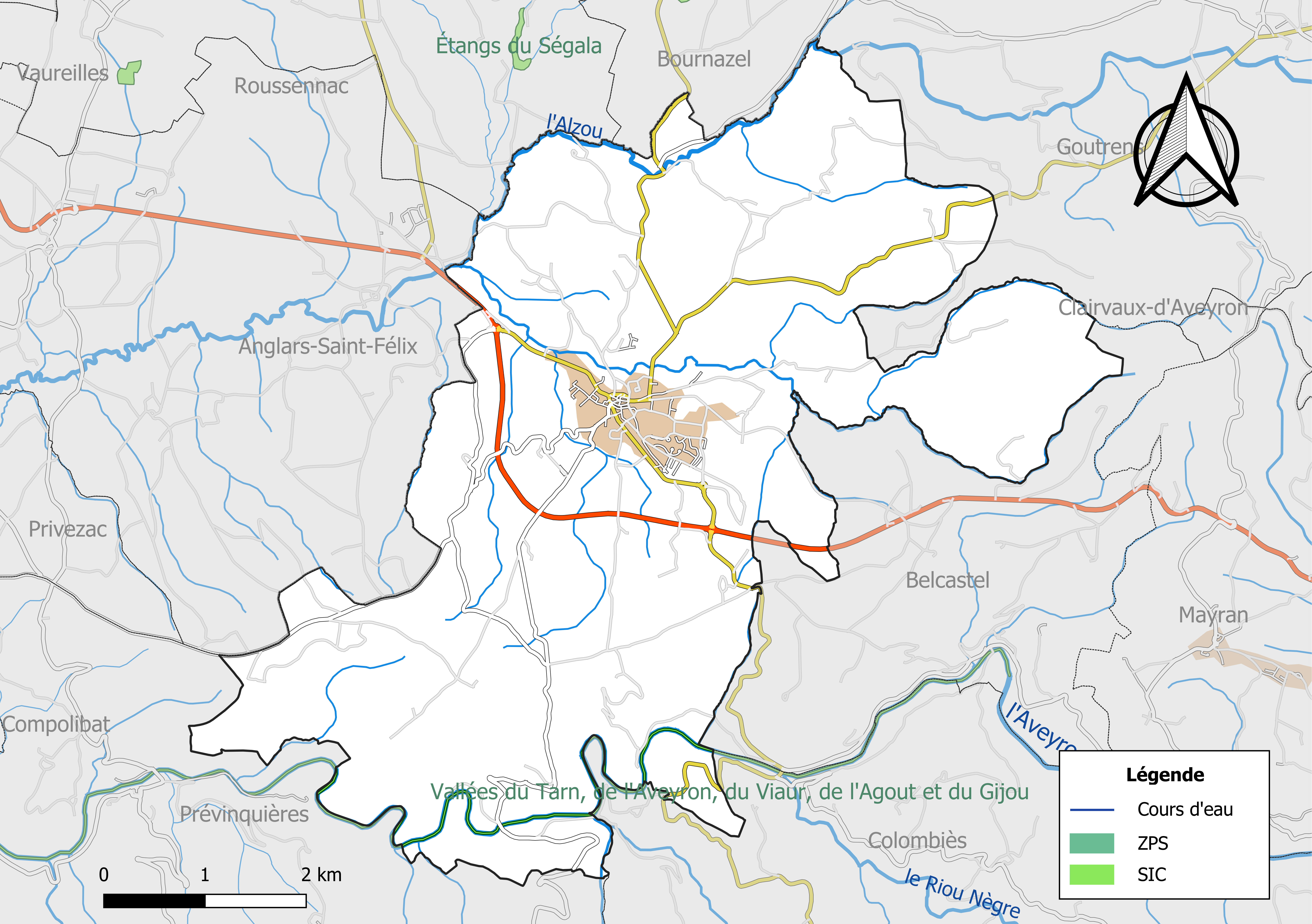
Sites Natura 2000 sur le territoire communal.

Le réseau Natura 2000 est un réseau écologique européen de sites naturels d’intérêt écologique élaboré à partir des Directives « Habitats » et « Oiseaux ». Ce réseau est constitué de Zones spéciales de conservation (ZSC) et de Zones de protection spéciale (ZPS). Dans les zones de ce réseau, les États Membres s'engagent à maintenir dans un état de conservation favorable les types d'habitats et d'espèces concernés, par le biais de mesures réglementaires, administratives ou contractuelles.
Un site Natura 2000 a été défini sur la commune au titre de la « directive Habitats » : 
Les « Vallées du Tarn, de l'Aveyron, du Viaur, de l'Agout et du Gijou », d'une superficie de 17 144 ha, s'étendent sur 136 communes dont 41 dans l'Aveyron, 8 en Haute-Garonne, 50 dans le Tarn et 37 dans le Tarn-et-Garonne. Elles présentent une très grande diversité d'habitats et d'espèces dans ce vaste réseau de cours d'eau et de gorges. La présence de la Loutre d'Europe et de la moule perlière d'eau douce est également d'un intérêt majeur.

#### Zones naturelles d'intérêt écologique, faunistique et floristique
L’inventaire des zones naturelles d'intérêt écologique, faunistique et floristique (ZNIEFF) a pour objectif de réaliser une couverture des zones les plus intéressantes sur le plan écologique, essentiellement dans la perspective d’améliorer la connaissance du patrimoine naturel national et de fournir aux différents décideurs un outil d’aide à la prise en compte de l’environnement dans l’aménagement du territoire.
Le territoire communal de Rignac comprend une ZNIEFF de type 1,, 
la « Rivière Aveyron » (3 500 ha), couvrant 63 communes dont 38 dans l'Aveyron, 5 dans le Tarn et 20 dans le Tarn-et-Garonne
, et une ZNIEFF de type 2,, 
la « Vallée de l'Aveyron » (14 644 ha), qui s'étend sur 68 communes dont 41 dans l'Aveyron, 5 dans le Tarn et 22 dans le Tarn-et-Garonne.

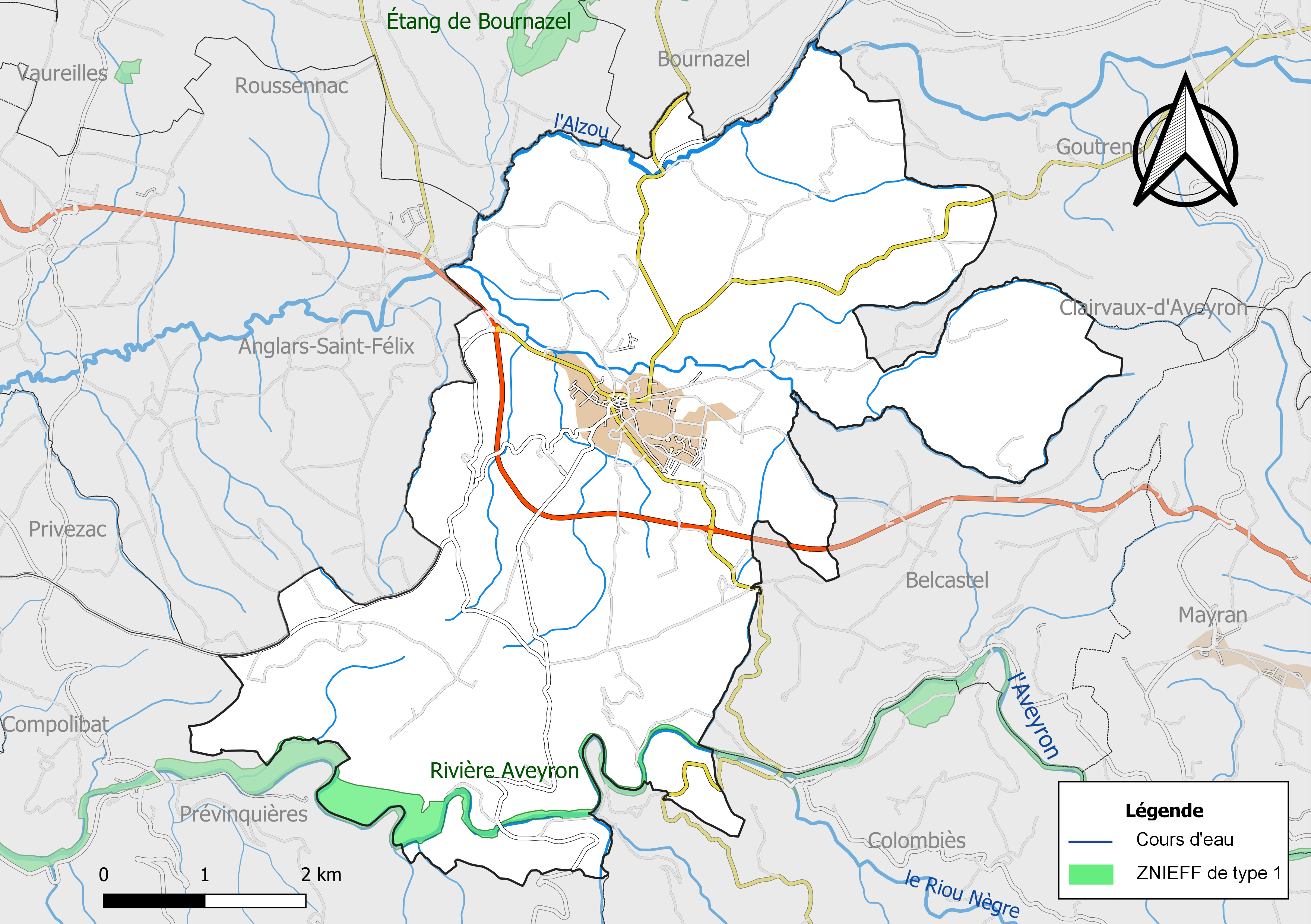
Carte de la ZNIEFF de type 1 de la commune.
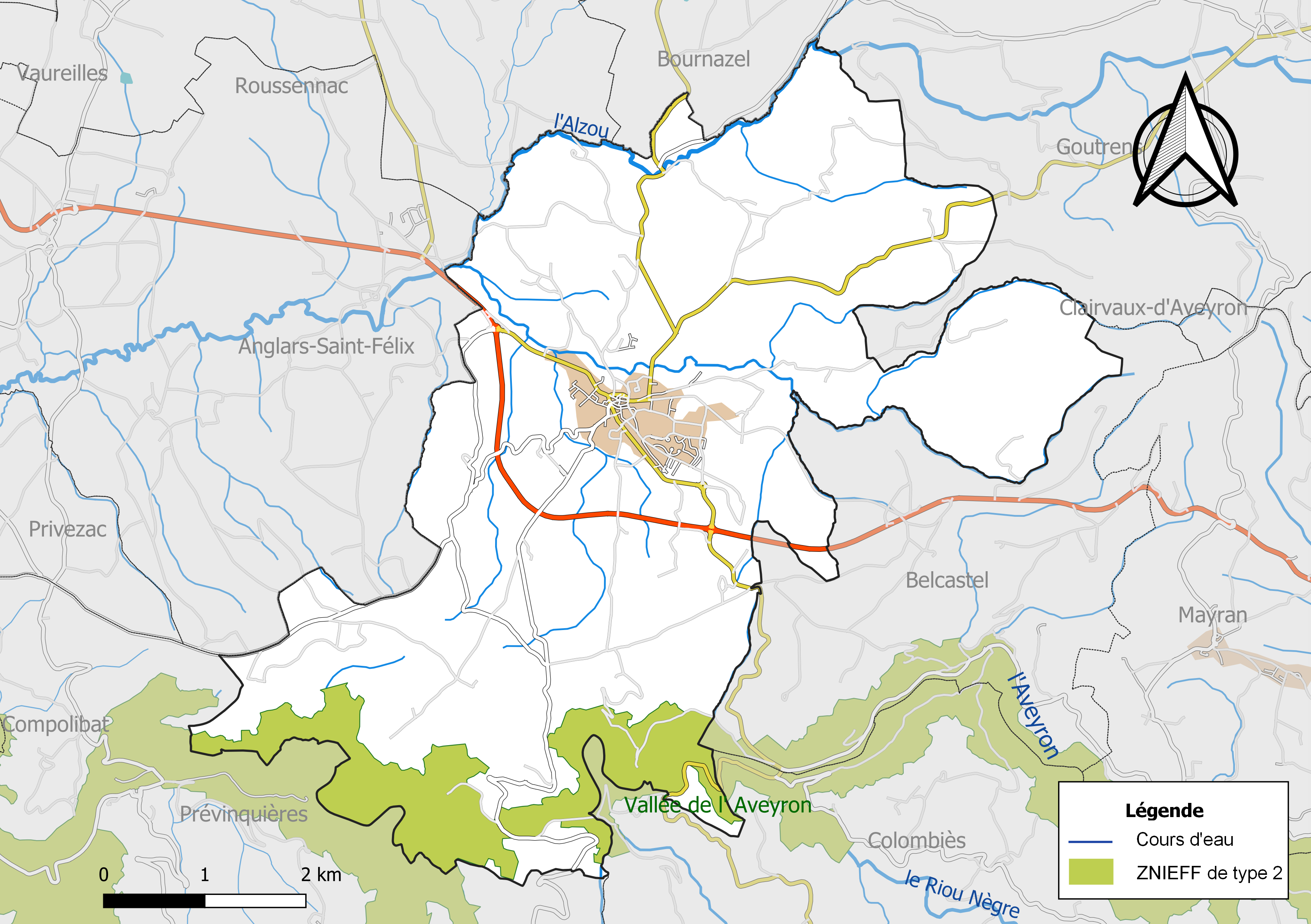
Carte de la ZNIEFF de type 2 de la commune.

## Urbanisme

### Typologie
Au 1er janvier 2024, Rignac est catégorisée bourg rural, selon la nouvelle grille communale de densité à 7 niveaux définie par l'Insee en 2022.
Elle est située hors unité urbaine. Par ailleurs la commune fait partie de l'aire d'attraction de Rodez, dont elle est une commune de la couronne,. Cette aire, qui regroupe 68 communes, est catégorisée dans les aires de 50 000 à moins de 200 000 habitants,.

### Occupation des sols

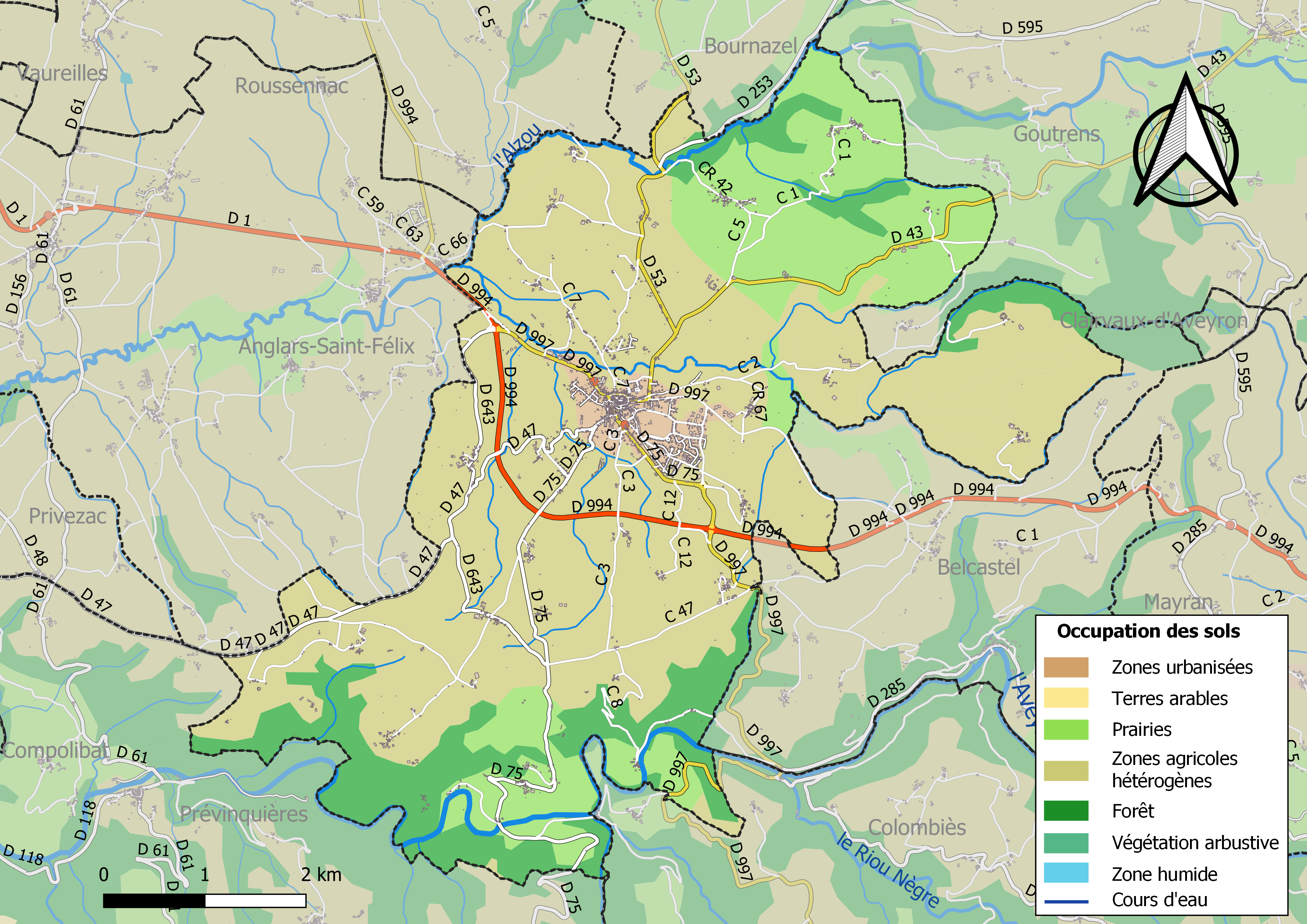
Infrastructures et occupation des sols de la commune de Rignac.

L'occupation des sols de la commune, telle qu'elle ressort de la base de données européenne d’occupation biophysique des sols Corine Land Cover (CLC), est marquée par l'importance des territoires agricoles (83 % en 2018), une proportion sensiblement équivalente à celle de 1990 (83,7 %). La répartition détaillée en 2018 est la suivante : 
zones agricoles hétérogènes (63,4 %), prairies (19,5 %), forêts (14,1 %), zones urbanisées (3 %).

### Planification
La loi SRU du 13 décembre 2000 a incité fortement les communes à se regrouper au sein d’un établissement public, pour déterminer les partis d’aménagement de l’espace au sein d’un SCoT, un document essentiel d’orientation stratégique des politiques publiques à une grande échelle. La commune est dans le territoire du SCoT du Centre Ouest Aveyron  approuvé en février 2020. La structure porteuse est le Pôle d'équilibre territorial et rural Centre Ouest Aveyron, qui associe neuf EPCI, notamment la communauté de communes du Pays Rignacois, dont la commune est membre.
La commune disposait en 2017 d'un plan local d'urbanisme approuvé. Le zonage réglementaire et le règlement associé peuvent être consultés sur le Géoportail de l'urbanisme.

### Risques majeurs
Le territoire de la commune de Rignac est vulnérable à différents aléas naturels : inondations, climatiques (hiver exceptionnel ou canicule), feux de forêts et séisme (sismicité très faible).
Il est également exposé à un risque technologique, le transport de matières dangereuses, et à un risque particulier, le risque radon,.

#### Risques naturels

Zones inondables de la commune de Rignac.

Certaines parties du territoire communal sont susceptibles d’être affectées par le risque d’inondation par débordement de l'Aveyron. Un plan des surfaces submersibles (PSS), premier document cartographique réglementant l'occupation du sol en zone inondable pour les cours d'eau domaniaux, a été établi en 1964. Compte tenu du peu d’enjeux exposés à ces inondations, aucun plan de prévention du risque d’inondation n’a été prescrit. Néanmoins la loi Barnier du 2 février 1995 confère aux PSS un statut de plan de prévention des risques (PPR ), les rendant par conséquent opposables au tiers et faisant entrer le territoire de la commune dans le champ d'application de l'obligation d'information des acquéreurs locataires.
Le Plan départemental de protection des forêts contre les incendies découpe le département de l’Aveyron en sept « bassins de risque » et définit une sensibilité des communes à l’aléa feux de forêt (de faible à très forte). La commune est classée en sensibilité faible.
Les mouvements de terrains susceptibles de se produire sur la commune sont liés au retrait-gonflement des argiles, conséquence d'un changement d'humidité des sols argileux. Les argiles sont capables de fixer l'eau disponible mais aussi de la perdre en se rétractant en cas de sécheresse. Ce phénomène peut provoquer des dégâts très importants sur les constructions (fissures, déformations des ouvertures) pouvant rendre inhabitables certains locaux. La carte de zonage de cet aléa peut être consultée sur le site de l'observatoire national des risques naturels Georisques

#### Risques technologiques
Le risque de transport de matières dangereuses sur la commune est lié à sa traversée par une route à fort trafic. Un accident se produisant sur une telle infrastructure est en effet susceptible d’avoir des effets graves au bâti ou aux personnes jusqu’à 350 m, selon la nature du matériau transporté. Des dispositions d’urbanisme peuvent être préconisées en conséquence.

#### Risque particulier
Dans plusieurs parties du territoire national, le radon, accumulé dans certains logements ou autres locaux, peut constituer une source significative d’exposition de la population aux rayonnements ionisants. Toutes les communes du département sont concernées par le risque radon à un niveau plus ou moins élevé. Selon le dossier départemental des risques majeurs du département établi en 2013, la commune de Rignac est classée à risque moyen à élevé. Un décret du 4 juin 2018 a modifié la terminologie du zonage définie dans le code de la santé publique et a été complété par un arrêté du 27 juin 2018 portant délimitation des zones à potentiel radon du territoire français. La commune est désormais en zone 3, à savoir zone à potentiel radon significatif.

## Politique et administration

### Découpage territorial
La commune de Rignac est membre de la communauté de communes du Pays Rignacois, un établissement public de coopération intercommunale (EPCI) à fiscalité propre créé le 29 décembre 1995 dont le siège est à Rignac. Ce dernier est par ailleurs membre d'autres groupements intercommunaux.
Sur le plan administratif, elle est rattachée à l'arrondissement de Villefranche-de-Rouergue, au département de l'Aveyron et à la région Occitanie. Sur le plan électoral, elle dépend du  canton d'Enne et Alzou pour l'élection des conseillers départementaux, depuis le redécoupage cantonal de 2014 entré en vigueur en 2015, et de la deuxième circonscription de l'Aveyron  pour les élections législatives, depuis le dernier découpage électoral de 2010.

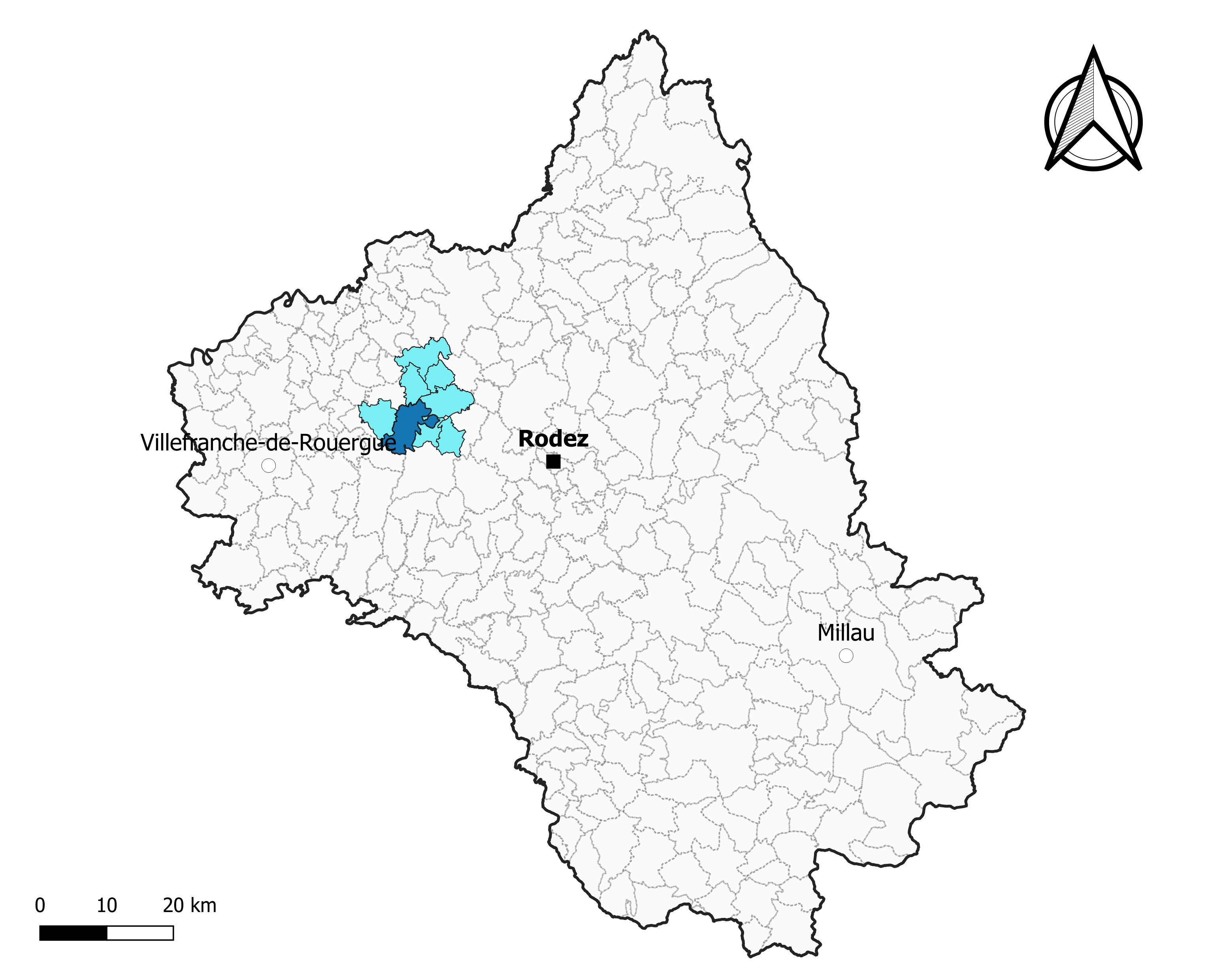
Rignac dans l'intercommunalité en 2020.
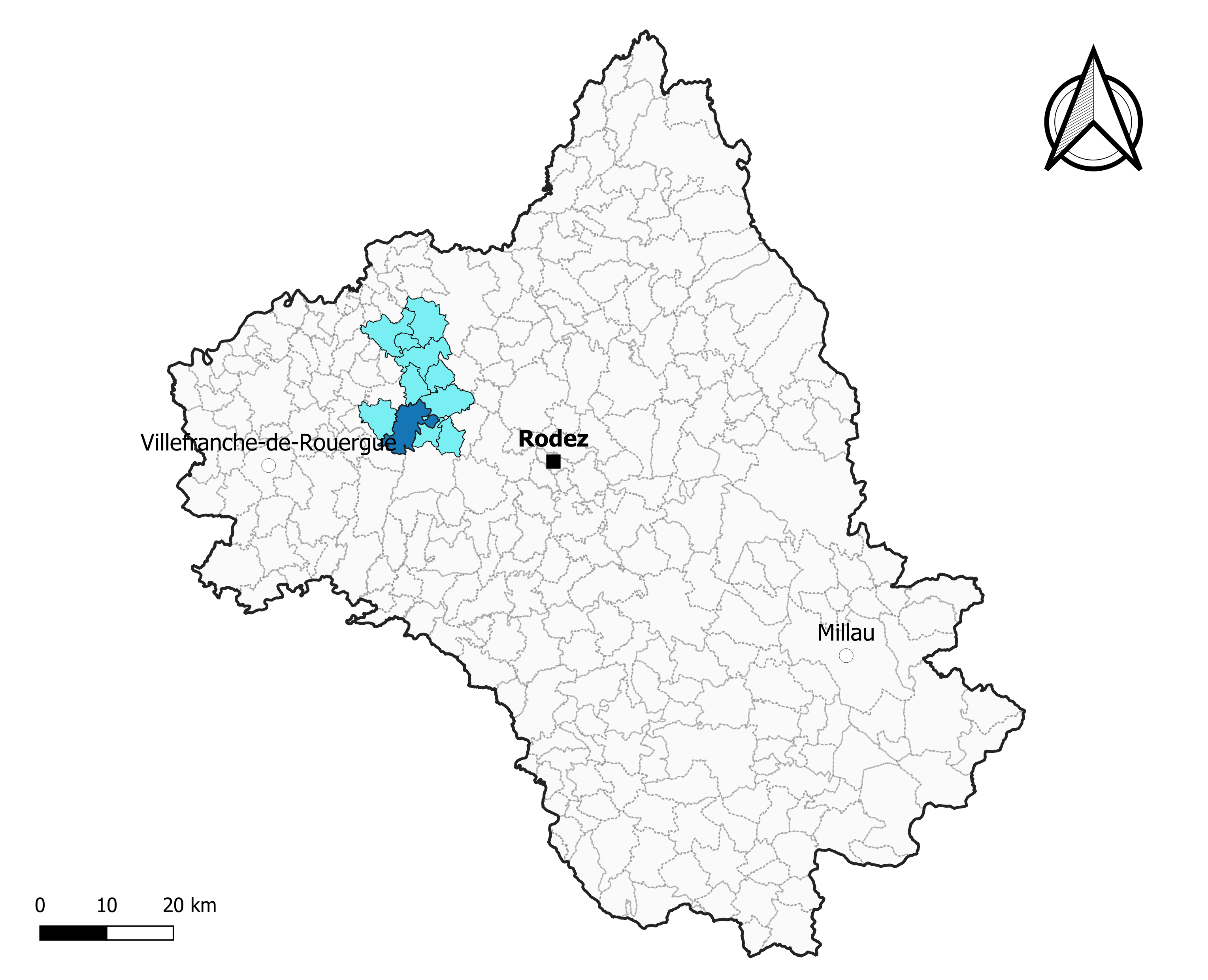
Rignac dans le canton d'Enne et Alzou en 2020.
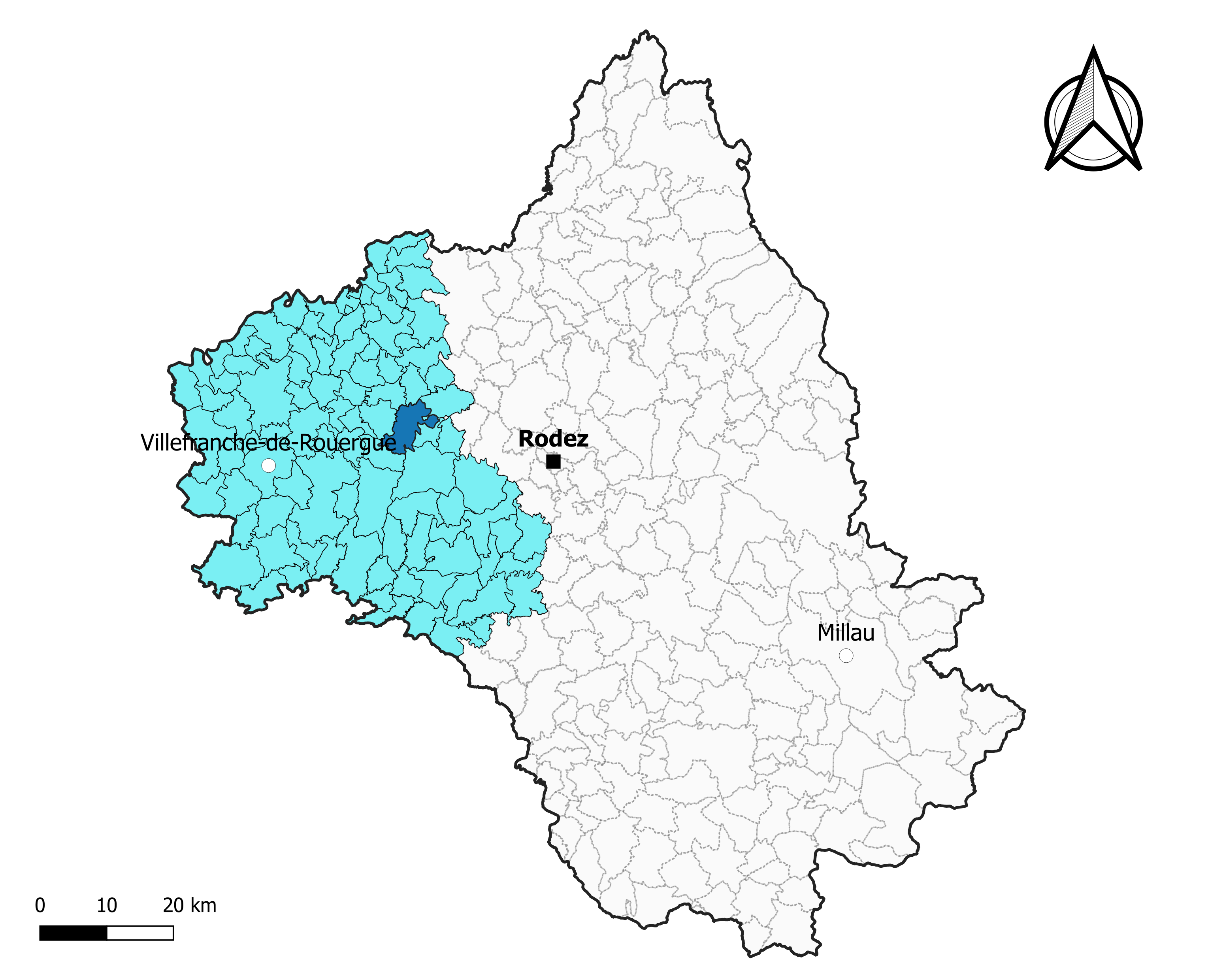
Rignac dans l'arrondissement de Villefranche-de-Rouergue en 2020.

### Élections municipales et communautaires

#### Élections de 2020
Le conseil municipal de Rignac, commune de plus de 1 000 habitants, est élu au scrutin proportionnel de liste à deux tours (sans aucune modification possible de la liste), pour un mandat de six ans renouvelable. Compte tenu de la population communale, le nombre de sièges à pourvoir lors des élections municipales de 2020 est de 19. Les dix-neuf conseillers municipaux sont élus au premier tour avec un taux de participation de 47,33 %, issus de la seule liste candidate, conduite par Jean-Marc Calvet. Jean-Marc Calvet, maire sortant, est réélu pour un nouveau mandat le 26 mai 2020.
Les huit sièges attribués à la commune au sein du conseil communautaire de la communauté de communes du Pays Rignacois sont alloués à la liste de Jean-Marc Calvet.

#### Liste des maires
| Période                                  | Période      | Identité          | Étiquette                 | Qualité |
| ---------------------------------------- | ------------ | ----------------- | ------------------------- | --- |
| Les données manquantes sont à compléter. |              |                   |                           | |
| 1893                                     | 1911         | Achille Fraysse   | Gauche                    | Notaire Conseiller général de Rignac (1882 → 1914) |
| 1911                                     | 1919         | Casimir Vernhes   | Libéral                   | Conseiller général de Rignac (1914 → 1919) |
| 1919                                     | 1938 (décès) | Casimir Fraysse   | Républicain puis Rad.ind. | Médecin Conseiller général de Rignac (1919 → 1938) |
| 1938                                     |              | Ernest Vidal      |                           | |
| Les données manquantes sont à compléter. |              |                   |                           | |
| 1947                                     | 1957 (décès) | Émile Imbert      | Rad.                      | Conseiller général de Rignac (1945 → 1957) |
| 1957                                     | 1959         | Marcel Courtial   |                           | |
| 1959                                     | 1977         | Henri Frayssinhes |                           | |
| 1977                                     | 2001         | Jean Puech        | UDF-PR puis DL            | Professeur de physique, ministre Sénateur de l'Aveyron (1980 → 1993 et 1996 → 2008) Conseiller général de Rignac (1970 → 2008) Président du conseil général (1976 → 2008) |
| 2001                                     | En cours     | Jean-Marc Calvet, | LR                        | Chef d'entreprise de dix salariés ou plus Président de la Communauté de communes                                                                                          |

## Démographie
L'évolution du nombre d'habitants est connue à travers les recensements de la population effectués dans la commune depuis 1793. Pour les communes de moins de 10 000 habitants, une enquête de recensement portant sur toute la population est réalisée tous les cinq ans, les populations de référence des années intermédiaires étant quant à elles estimées par interpolation ou extrapolation. Pour la commune, le premier recensement exhaustif entrant dans le cadre du nouveau dispositif a été réalisé en 2004.

En 2022, la commune comptait 2 019 habitants, en évolution de +5,38 % par rapport à 2016 (Aveyron : +0,37 %, France hors Mayotte : +2,11 %).
| 1793  | 1800 | 1806  | 1821  | 1831  | 1836  | 1841  | 1846  | 1851  |
| ----- | ---- | ----- | ----- | ----- | ----- | ----- | ----- | ----- |
| 1 111 | 851  | 2 099 | 2 139 | 1 719 | 1 783 | 1 666 | 2 054 | 2 005 |

| 1856  | 1861  | 1866  | 1872  | 1876  | 1881  | 1886  | 1891  | 1896  |
| ----- | ----- | ----- | ----- | ----- | ----- | ----- | ----- | ----- |
| 1 810 | 1 850 | 1 727 | 1 808 | 1 950 | 2 045 | 2 109 | 2 136 | 2 058 |

| 1901  | 1906  | 1911  | 1921  | 1926  | 1931  | 1936  | 1946  | 1954  |
| ----- | ----- | ----- | ----- | ----- | ----- | ----- | ----- | ----- |
| 2 013 | 2 005 | 1 927 | 1 696 | 1 683 | 1 639 | 1 604 | 1 522 | 1 510 |

| 1962  | 1968  | 1975  | 1982  | 1990  | 1999  | 2004  | 2006  | 2009  |
| ----- | ----- | ----- | ----- | ----- | ----- | ----- | ----- | ----- |
| 1 541 | 1 675 | 1 571 | 1 585 | 1 668 | 1 658 | 1 764 | 1 820 | 1 918 |

| 2014  | 2019  | 2022  | - | - | - | - | - | - |
| ----- | ----- | ----- | - | - | - | - | - | - |
| 1 894 | 1 991 | 2 019 | - | - | - | - | - | - |

## Économie

### Revenus
En 2018  (données Insee publiées en septembre 2021), la commune compte 838 ménages fiscaux, regroupant 1 823 personnes. La médiane du revenu disponible par unité de consommation est de 21 230 € (20 640 € dans le département).

### Emploi
| Division       | 2008  | 2013  | 2018  |
| -------------- | ----- | ----- | ----- |
| Commune        | 4,1 % | 6 %   | 5,1 % |
| Département    | 5,4 % | 7,1 % | 7,1 % |
| France entière | 8,3 % | 10 %  | 10 %  |

En 2018, la population âgée de 15 à 64 ans s'élève à 1 129 personnes, parmi lesquelles on compte 76 % d'actifs (70,9 % ayant un emploi et 5,1 % de chômeurs) et 24 % d'inactifs,. Depuis 2008, le taux de chômage communal (au sens du recensement) des 15-64 ans est inférieur à celui de la France et du département.
La commune fait partie de la couronne de l'aire d'attraction de Rodez, du fait qu'au moins 15 % des actifs travaillent dans le pôle,. Elle compte 779 emplois en 2018, contre 856 en 2013 et 887 en 2008. Le nombre d'actifs ayant un emploi résidant dans la commune est de 812, soit un indicateur de concentration d'emploi de 95,8 % et un taux d'activité parmi les 15 ans ou plus de 52,6 %.
Sur ces 812 actifs de 15 ans ou plus ayant un emploi, 298 travaillent dans la commune, soit 37 % des habitants. Pour se rendre au travail, 81,1 % des habitants utilisent un véhicule personnel ou de fonction à quatre roues, 0,4 % les transports en commun, 11,7 % s'y rendent en deux-roues, à vélo ou à pied et 6,8 % n'ont pas besoin de transport (travail au domicile).

### Activités hors agriculture

#### Secteurs d'activités
199 établissements sont implantés  à Rignac au 31 décembre 2019. Le tableau ci-dessous en détaille le nombre par secteur d'activité et compare les ratios avec ceux du département,.
| Secteur d'activité                                                                                        | Commune | Commune | Département |
| Secteur d'activité                                                                                        | Nombre  | %       | %           |
| --- | ------- | ------- | ----------- |
| Ensemble                                                                                                  | 199     | 100 %   | (100 %)     |
| Industrie manufacturière, industries extractives et autres                                                | 40      | 20,1 %  | (17,7 %)    |
| Construction                                                                                              | 23      | 11,6 %  | (13 %)      |
| Commerce de gros et de détail, transports, hébergement et restauration                                    | 39      | 19,6 %  | (27,5 %)    |
| Information et communication                                                                              | 3       | 1,5 %   | (1,5 %)     |
| Activités financières et d'assurance                                                                      | 4       | 2 %     | (3,4 %)     |
| Activités immobilières                                                                                    | 8       | 4 %     | (4,2 %)     |
| Activités spécialisées, scientifiques et techniques et activités de services administratifs et de soutien | 27      | 13,6 %  | (12,4 %)    |
| Administration publique, enseignement, santé humaine et action sociale                                    | 43      | 21,6 %  | (12,7 %)    |
| Autres activités de services                                                                              | 12      | 6 %     | (7,8 %)     |

Le secteur de l'administration publique, l'enseignement, la santé humaine et l'action sociale est prépondérant sur la commune puisqu'il représente 21,6 % du nombre total d'établissements de la commune (43 sur les 199 entreprises implantées  à Rignac), contre 12,7 % au niveau départemental.

#### Entreprises
Les cinq entreprises ayant leur siège social sur le territoire communal qui génèrent le plus de chiffre d'affaires en 2020 sont : 
- Terrya La Maison De L'eleveur, commerce de gros (commerce interentreprises) de céréales, de tabac non manufacturé, de semences et d'aliments pour le bétail (30 946 k€)
- Greffeuille Aveyron, commerce de gros (commerce interentreprises) de viandes de boucherie (17 754 k€)
- Aprolac, élevage d'ovins et de caprins (1 790 k€)
- MDB 2, production d'électricité (1 522 k€)
- MDB 3, production d'électricité (1 398 k€)

### Agriculture
La commune est dans le Segala, une petite région agricole occupant l'ouest du département de l'Aveyron. En 2020, l'orientation technico-économique de l'agriculture  sur la commune est la polyculture et/ou le polyélevage.
|               | 1988  | 2000  | 2010  | 2020  |
| ------------- | ----- | ----- | ----- | ----- |
| Exploitations | 118   | 74    | 64    | 51    |
| SAU (ha)      | 2 397 | 2 342 | 2 259 | 2 231 |

Le nombre d'exploitations agricoles en activité et ayant leur siège dans la commune est passé de 118 lors du recensement agricole de 1988  à 74 en 2000 puis à 64 en 2010 et enfin à 51 en 2020, soit une baisse de 57 % en 32 ans. Le même mouvement est observé à l'échelle du département qui a perdu pendant cette période 51 % de ses exploitations,. La surface agricole utilisée sur la commune a également diminué, passant de 2 397 ha en 1988 à 2 231 ha en 2020. Parallèlement la surface agricole utilisée moyenne par exploitation a augmenté, passant de 20 à 44 ha.

## Culture locale et patrimoine

### Lieux et monuments
- Église Saint-Pierre-ès-Liens de Rignac.
- Église Saint-Laurent de Mirabel.
- Verger conservatoire départemental du châtaignier[54].

### Personnalités liées à la commune
- Pierre Jean Joseph Dubruel, homme politique né le 16 septembre 1760 à Rignac (Aveyron) et mort le 26 mars 1828 à Paris.
- Jean Puech, ancien maire, ancien conseiller général et président du conseil général de l'Aveyron, ancien ministre de l'agriculture et de la pêche (1993-1995), ancien sénateur de l'Aveyron.
- André Jarlan, né à Rignac le 25 mai 1941, prêtre catholique missionnaire au Chili, assassiné le 4 septembre 1984 à Santiago du Chili.
- Raymond de Geouffre de la Pradelle, avocat français.
- Albert Geouffre de la Pradelle, juriste français.
- Géraud de Geouffre de La Pradelle, universitaire français.
- Lucas Tousart (1997), joueur de football à l'Olympique lyonnais et en Équipe de France espoirs.

### Héraldique
| Blason de la commune de Rignac | Les armes de la commune de Rignac se blasonnent ainsi : D'azur au lion d'or accompagné de cinq canettes d'argent rangées en orle 2, 2 et 1. |